# Nowy Ratusz w Monachium
Nowy Ratusz (niem. Neues Rathaus) w Monachium – położony jest w centrum miasta na placu Mariackim (Marienplatz).

## Historia

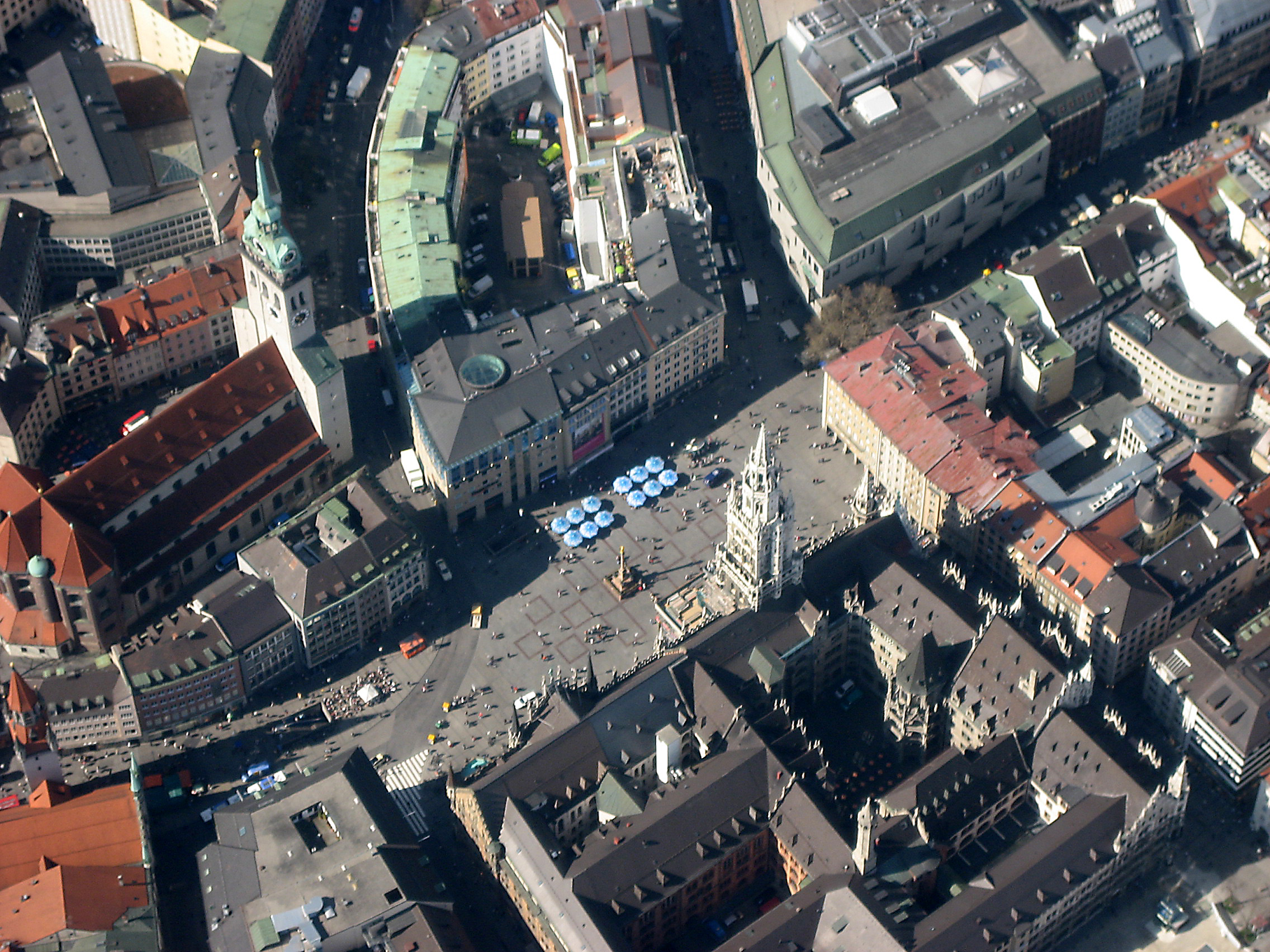
Widok lotniczy, ratusz na dole zdjęcia

W drugiej połowie XIX wieku, radni miejscy, podjęli decyzję o budowie swej nowej siedziby. Nowy budynek postanowiono wybudować na placu Mariackim; wówczas to rozebrano 24 kamienice, by zrobić miejsce dla nowej budowli. Ratusz zaprojektował Georg von Hauberrisser w stylu neogotyckim, a budowa trwała od 1867 do 1909 roku.
Monumentalny budynek posiada sześć dziedzińców. Bogato zdobiona elewacja, jest pełna ozdób przedstawiających historię Bawarii. Na wieży znajdują się 43 dzwony i mechanizm zegarowy, będący czwartym pod względem wielkości tego typu na świecie.